# Rossella Filigheddu
Rossella Speranza Filigheddu (Sassari, 25 de octubre de 1959) es una botánica, fitosocióloga, profesora, taxónoma, conservadora y exploradora italiana.
Desarrolla actividades académicas y científicas en el Departamento de Botánica, ecológica y geológica, de la Universidad de Sassari.

## Carrera
En 1983, se graduó por la Universidad de Sassari con un grado de maestría en Ciencias Naturales (110/110 cum laude). Se especializó y completó su formación científica superior como botánica en las Universidades de Sassari, Módena, L'Aquila y Ancona.
Su carrera académica se llevó a cabo en Sassari:
- investigadora de la Universidad (1990-2002);
- profesora asociada de la Universidad (2002-2005);
- desde 2005, profesora de Botánica Aplicada y Ambiental (BIO / 03).

Enseña Ecología Vegetal en la Licenciatura en Ambiente y Ciencias Naturales, Aplicadas, Geobotánica. Y aplicaciones en ecología del paisaje en la licenciatura magisterial en Ambiente y Ordenación del Territorio. Enseña en Maestros, Escuelas de Verano Internacionales, Formación y Calificación Cursos regionales.
Es miembro de la Facultad de la Escuela de Doctorado en Biología Ambiental (Universidad de Sassari).
Coopera activamente con diferentes Centros de investigación nacionales y europeos; ha estado en programas internacionales, nacionales y regionales de investigación sobre biodiversidad vegetal y manejo in situ (áreas protegidas) Conservación.
Sus principales líneas de investigación son: Distribución espacial de las comunidades vegetales y los efectos de perturbaciones antrópicas sobre las interacciones bióticas; El análisis geo-estadístico-descriptiva botánico; La variación en la morfología y la genética en complejos de especies mediterráneas.

## Algunas publicaciones
- j. López-Alvarado, l. Sáez, rossella Filigheddu, n. García-Jacas, a. Susanna. 2014. The limitations of molecular markers in phylogenetic reconstruction: the case of Centaurea sect. Phrygia (Compositae). Taxon 63 (5): 1079 – 1091.

- stefania Pisanu, e. Farris, m.c. Caria, rossella Filigheddu, m. Urbani, a. Bagella. 2014. Vegetation and plant landscape of Asinara National Park (Italy) Archivado el 17 de julio de 2019 en Wayback Machine.. Plant Sociology 51 (1): 31 - 57.

- j. López-Alvarado, l. Sáez, m. Guardiola, rossella Filigheddu, a. Susanna. 2012. Centaurea tripontina (Compositae) a new species from Pre-Pyrenean Mountains, Spain. Plant Biosystems 146 (1): 273 – 275.

- -------------------, giulia Mameli, emmanuele Farris, giorgio Binelli, rossella Filigheddu. 2011. A natural homoploid hybrid between Centaurea horrida and Centaurea filiformis (Asteraceae) as revealed by morphological and genetic traits.

- -------------------, rossella s. Filigheddu, e. Farris. 2009. The conservation status of an endemic species of northern Sardinia: Centaurea horrida Badarò (Asteraceae). Plant Biosystems: 143 (2): 275 - 282.

- s. Bagella, m.c. Caria, e. Farris, rosella s. Filigheddu. 2009. Plant distribution in Mediterranean temporary wet habitats: implications for conservation. Plant Biosystems: 143 (3): 435 - 442.

- gianluigi Bacchetta, simonetta Bagella, edoardo Biondi, emmanuele Farris, rossella s. Filigheddu, luigi Mossa. 2009. Vegetazione forestale e serie di vegetazione della Sardegna (con rappresentazione cartografica alla scala 1: 350.000). Società italiana di fitosociologia 46, 82 p.

- e. Farris, s. Pisanu, g. Ceccherelli, rosella Filigheddu. 2009. Effects of the management regime on the performance of the endangered Mediterranean Centaurea horrida Badarò (Asteraceae). J. for Nature Conservation: 17 (1): 15 - 24.

- ----------, rossella Filigheddu. 2008. Effects of browsing in relation to vegetation cover on common yew (Taxus baccata L.) recruitment in Mediterranean environments. Plant Ecology: 199: 309 - 318.

- g. Mameli, rosella Filigheddu, g. Binelli, M. Meloni. 2008. The Genetic Structure of the Remnant Populations of Centaurea horrida in Sardinia and Associated Island. Ann. of Botany 101: 633 - 640

- s. Bagella, m.c. Caria, e. Farris, rosella Filigheddu. 2007. Issues related to the classification of Mediterranean temporary wet habitats according to the European Union Habitats Directive. Fitosociologia 44 (2) 1: 245 - 249

- emmanuelle Farris, z. Secchi, rosella Filigheddu. 2007. Phytosociological study of the shrub and preforest communities of the effusive substrata of NW Sardinia. Fitosociologia 44 (2): 55 - 81

- ----------------------, rosella Filigheddu. 2006. Floristic traits of effusive substrata in North-Western Sardinia. Bocconea 19: 287 - 300.

- m. Meloni, d. Perini, rosella Filigheddu, g. Binelli. 2006. Genetic variation in five Mediterranean populations of Juniperus phoenicea as revealed by inter- simple sequence repeat (ISSR) markers}}. Ann. of Botany 97 (2): 299 - 304.

- g. Bacchetta, s. Bagella, e. Biondi, e. Farris, rosella Filigheddu, l. Mossa. 2004. A contribution to the knowledge of the order Quercetalia ilicis Br.-Bl. ex Molinier 1934 of Sardinia. Fitosociologia 41 (1): 29 - 51 ISSN 1125-9078.

- ----------------, ------------, -----------, -----------, ------------------------. 2003. Su alcune formazioni a Olea europaea L. var. sylvestris Brot. della Sardegna. Fitosociologia 40 (1): 49 - 53.

## Honores

### Membresías
- de la junta de asesoramiento de la Sociedad Italiana de Ciencias de la vegetación (SISV)
- del Consejo Editorial de publicación científica fitosociología.[3]
- La abreviatura «Filigh.» se emplea para indicar a Rossella Filigheddu como autoridad en la descripción y clasificación científica de los vegetales.[4]